# Секретные копы
«Секретные копы» (англ. «X-Cops») — 12-й эпизод 7-го сезона сериала «Секретные материалы». Премьера состоялась 20 февраля 2000 года на телеканале FOX. Эпизод принадлежит к типу «монстр недели» и не связан с основной «мифологией сериала», заданной в первой серии, а также является «кроссовером» с популярным американским реалити-шоу «Копы», вследствие чего в серии участвует съемочная группа этого шоу.
Режиссёр — Майкл Уоткинс, автор сценария — Винс Гиллиган, приглашённые звёзды — Джадсон Миллс, Перла Уолтер, Ди Фримен, Ломбардо Бояр.
В США серия получила рейтинг домохозяйств Нильсена, равный 9,7, который означает, что в день выхода серию посмотрели 16,56 миллиона человек.
Главные герои серии — Фокс Малдер (Дэвид Духовны) и Дана Скалли (Джиллиан Андерсон), агенты ФБР, расследующие сложно поддающиеся научному объяснению преступления, называемые Секретными материалами.

## Сюжет
Эпизод начинается с заставки телепередачи «Копы», после которой начинается сюжет с помощником шерифа Кейтом Ветзелом. Он вместе со съёмочной группой «Копов» выходит в ночную смену на патрулирование неблагоприятного района Лос-Анджелеса Уиллоу Парк. Ветзел посещает дом миссис Гуерерро, которая сообщает о некоем «монстре», разгуливающем по району. Помощник, ожидая найти по описаниям бездомную собаку, сталкивается с монстром нос к носу (при этом на записи съёмочной группы монстра не видно) и в страхе бежит прочь, увлекая за собой репортёров. Люди бегут к патрульной машине Ветзела, как вдруг её переворачивает невидимая сила. Полицейский вызывает подкрепление, сообщая о нападении банды. Прибывшие полицейские захватывают ничего не подозревающих агентов ФБР Фокса Малдера и Дану Скалли, которые заявляют, что расследуют дело об убийстве человека, якобы совершённое оборотнем в прошлое полнолуние. Теперь Малдер и Скалли — главные герои нового сюжета телепередачи, за ними неотступно следует вся съёмочная группа. Скалли недовольна вмешательством журналистов, но Малдер с энтузиастом начинает рассказывать о подробностях дела, которое может стать первым документальным доказательством проявления паранормальных сил.
Агенты повторно опрашивают миссис Гуерреро, по рассказу которой художник Рикки делает быстрый набросок. К удивлению Малдера, из слов миссис Гуерреро следует, что монстр похож не на оборотня, а на героя ужастиков Фредди Крюгера. Рикки делится своими страхами — он боится остаться один в данной обстановке, и спустя непродолжительное время его находят с колотыми ранами на груди. Группа опрашивает пару свидетелей — Стива и Эди, которые видели нападение на Рикки, но при этом заявляют, что на художника напало буквально ничто. По найденным уликам агенты находят ещё одну свидетельницу — проститутку Шантару Гомез (лицо которой в репортаже скрыто). Она заявляет, что на Рикки напал её сутенёр, и теперь она боится, что тот попытается убить и её.
Агенты оставляют Гомез на попечение помощника Ветзела, а сами осуществляют поддержку штурма подпольного наркопритона. В это время монстр снова нападает, Ветзел начинает беспорядочно стрелять, но бесполезно: в полицейской машине агенты обнаруживают тело Гомез со сломанной шеей. Ветзел сообщает, что видел «осиного человека» — монстра, которым пугал его в детстве старший брат. Хотя остальные относятся к его показаниям со скептицизмом, Ветзел находит расплющенные пули; значит, Ветзел всё-таки в кого-то попадал, хотя никаких других следов вокруг нет.
Малдер выдвигает теорию, что оборотень обращается не в конкретный облик, а в то представление, которое жертва боится больше всего. Все пострадавшие выражали явный страх перед нападением монстра, который становился видимым только для них. Малдер считает, что следующими жертвами станут Стив и Эди. Они направляются к их дому, где обнаруживают выясняющую отношения пару. Малдер догадывается, что монстр атакует только тех, кто испытывает страх смерти. Стив и Эди в безопасности, так как единственное, что они боятся — это потерять друг друга.
Малдер предполагает, что монстр переходит от жертвы к жертве как заразная болезнь. По его просьбе Скалли делает вскрытие тела Шантары Гомез. Обсуждая это дело с ассистенткой, она ненароком вызывает у той панический страх заразиться хантавирусом, и она погибает с симптомами заражения. Малдер и Скалли отправляются к Ветзелу, считая, что монстр может до него добраться. Они вновь оказываются в наркопритоне, где монстр ранит Ветзела и загоняет его на верхний этаж, однако с рассветом монстр исчезает.
Скалли сочувствует Малдеру, который как никогда был близок к тому, чтобы продемонстрировать проявление паранормальных явлений широкой общественности, однако в материалах съёмочной группы не оказалось ни единого подтверждения того, что монстр существовал и имел хоть какой-то облик. Однако Малдер всё равно надеется, что отснятый сюжет поможет людям убедиться в реальности произошедшего.

## Съёмки

### Подготовка и написание сценария
«Секретные копы» были навеяны выходившем на телеканале Fox реалити-шоу «Копы», который сценарист эпизода Винс Гиллиган описывал как «великолепный срез американской культуры». Идея кроссовера появилась у Гиллигана ещё во время съёмок четвёртого сезона сериала, однако тогда продюсер Крис Картер посчитал её слишком «глупой», с чем был согласен и сценарист и сопродюсер Фрэнк Спотниц, который также опасался, что используемый для достижения кинематографического эффекта «документальной съёмки» формат записи на видеокассеты (вместо кинематографической плёнки) усложнит производство эпизода и его финальный монтаж. Во время съёмок седьмого сезона Картер всё-таки сдался. Чувствовалось, что сериал прошёл свой пик популярности и многие фанаты и критики считали, что седьмой сезон «Секретных материалов» станет финальным. Картер также считал, что сериал подходит к своему завершению, поэтому дал добро на производство эпизода. «Секретные копы» был не первым сценарием Гиллигана, где он пытался сделать кроссовер с другим шоу; тремя годами ранее он написал сценарий, связанный с документальным сериалом «Неразгаданные тайны», в котором ведущий шоу Роберт Стэк должен был повествовать об одном из дел «Секретных материалов», причем роли Малдера и Скалли должны были играть другие актёры. Сценарий не был одобрен, позднее был переписан и лёг в основу сценария к эпизоду пятого сезона «Дурная кровь».
Гиллиган рассудил, что так как Малдер и Скалли окажутся в телепередаче с огромной аудиторией, «монстра» эпизода нельзя будет показывать напрямую, а только следы его деятельности. Кинематографические приёмы, использованные сценаристами эпизода в многом перекликаются с манерой съёмок фильма «Ведьма из Блэр» (1999), в котором психологическая напряжённость достигалась тем, что зритель не мог видеть антагониста напрямую.
Режиссёр эпизода Майкл Уоткинс нанял для съёмок настоящих помощников шерифа для эпизодических ролей, чтобы, по выражению директора по кастингу Рика Миликана, «актёры могли правдоподобно передать общение полицейских между собой во время своей работы». В сцене штурма наркопритона дверь взламывали настоящие оперативники полицейского штурмового отряда SWAT.
Актёр Джадсон Миллс позже отмечал, что из-за малого количества операторов и особенностей съёмок эпизода «люди просто вели себя так, будто мы [настоящие] полицейские. Другие полицейские подавали жестами сигналы, как они это обычно делают между собой».

### Съёмки и пост-производство
Продюсер шоу «Копы» Джон Лэнгли воспринял идею кроссовера с энтузиазмом, а съёмочная команда полностью «поддерживала все начинания». Ввиду необычного стиля съёмок «Копов» Уоткинс пригласил штатного оператора шоу Берта Ван Мюнстера для придания эпизода стиля шоу. В съёмках принимали участие и другие члены съёмочной команды «Копов»: Дэниел Эммет и Джон Майкл Ваугн, снимавшие непосредственно материал для шоу, были запечатлены в качестве камео в конце эпизода. Во время монтажа также привлекался монтажёр шоу, который вносил характерные для «Копов» размытия лиц «невинных свидетелей».
Съёмки происходили в районах Венис и Лонг-Бич Лос-Анджелеса. Благодаря особенностям съёмки производство эпизода вышло дешёвым и быстрым. Актёры поначалу вели себя неуверенно во время дублей, однако затем быстро приноровились к новому стилю съёмки под «псевдодокументалистику». Джиллиан Андерсон вспоминала, что была удивлена, насколько эпизод был быстро снят — на каждую сцену уходило не больше двух дублей. За два часа одной ночи удавалось отснять три с половиной страниц сценария, когда как для обычного эпизода такой объём требовал целого дня. Для обычного эпизода требовалась порядка 800—1200 монтажных склеек, тогда как в «Секретных копах» их оказалось всего 45.
Во время пост-производства между Гиллиганом и представителями канала Fox возникли разногласия о том, как должен был начинаться эпизод. Гиллиган настаивал на том, чтобы не показывать заставку «Секретных материалов», дабы полностью добиться эффекта того, что это на самом деле эпизод «Копов», в котором «случайно» оказались агенты ФБР Малдер и Скалли. Представители канала, однако, категорически отклонили эту идею, опасаясь того, что зрители не поймут этого, посчитав, что смотрят обычный выпуск «Копов». Компромисс был достигнут на том, что эпизод начинался с песни из начала «Копов» Bad Boys, а открывающие титры «Секретных материалов» показывались после вступления. Для пущей надёжности в самом начале выводилось предупреждение (аналогичное тому, что отображалось в начале «Копов») о том, что на самом деле этот эпизод является эпизодом сериала «Секретных материалов». Перебивки на рекламу были также стилизированы под такие, что использовались в «Копах»: отображался логотип «Секретных материалов» в красных и синих огнях полицейских сигналов, а на фоне были слышны диалоги действующих лиц.